# Enskärs ören
Enskärs ören är en ö i Åland (Finland). Den ligger i Skärgårdshavet och i kommunen Kumlinge i landskapet Åland, i den sydvästra delen av landet. Ön ligger omkring 51 kilometer öster om Mariehamn och omkring 230 kilometer väster om Helsingfors.
Öns area är 3,8 hektar och dess största längd är 290 meter i sydöst-nordvästlig riktning. Ön höjer sig omkring 5 meter över havsytan.